# 사선대 (임실군)
사선대(四仙臺)는 전북특별자치도 임실군 관촌면 관촌리에 있는 관광지이다. 이름의 유래는 신선 네 명과 선녀 네 명이 풍류를 즐겼다고 하여서 붙여진 이름이다. 

## 개요
전라북도 임실군 관촌면 관촌리에 있으며 오원천을 사이에 두고 위치해있다. 입구에 사선문(四仙門)이 있으며 사선대 안에 사선정(四仙亭)이 있고 강 건너편에 조각공원이 있다. 언덕 위로는 망국의 한을 슬퍼하였던 애국자들이 머물렀던 정자인 운서정(雲棲亭)이 있는데 이 곳에서 사선대의 경치와 임실군 관촌의 시내를 둘러볼 수 있다.  

## 유래 및 전설
진안 마이산과 임실 운수산에 두 명씩 머물던 신선 네 명이 풍경이 좋아서 목욕을 하거나 풍류를 즐길 때 선녀 네 명이 내려와서 신선들을 데려가게 되었다는 설이 있으며 이들 네 신선과 네 선녀가 이 곳에 머물렀다고 하여서 붙여지게 되었다. 

## 사선문(四仙門)
사선대의 관문 역할을 하는 곳으로 사선문을 지나면 사선대와 관촌터미널 등을 갈 수 있다.

## 같이 보기
- 임실군
- 운서정